# Bolletjesvarenfamilie
De bolletjesvarenfamilie (Onocleaceae) is een  familie van varens met drie geslachten en vijf soorten. Het zijn terrestrische planten uit gematigde streken.
De bolletjesvarenfamilie is sterk verwant aan de niervarenfamilie (Dryopteridaceae) en wordt soms als een tribus van deze laatste gezien: Dryopteridaceae tribus Onocleeae Tod..
België en Nederland kennen geen soorten die hier van nature voorkomen, maar er zijn wel twee soorten die regelmatig uit tuinen ontsnappen en verwilderd kunnen waargenomen worden.

## Kenmerken
De soorten uit de bolletjesvarenfamilie hebben allen een rechte of een lange, kruipende wortelstok met schubben. De bladen kunnen in bundels bij elkaar zitten of verspreid uit de wortelstok ontspringen. De bladsteel bevat onderaan twee vaatbundels die naar boven toe met elkaar versmelten.

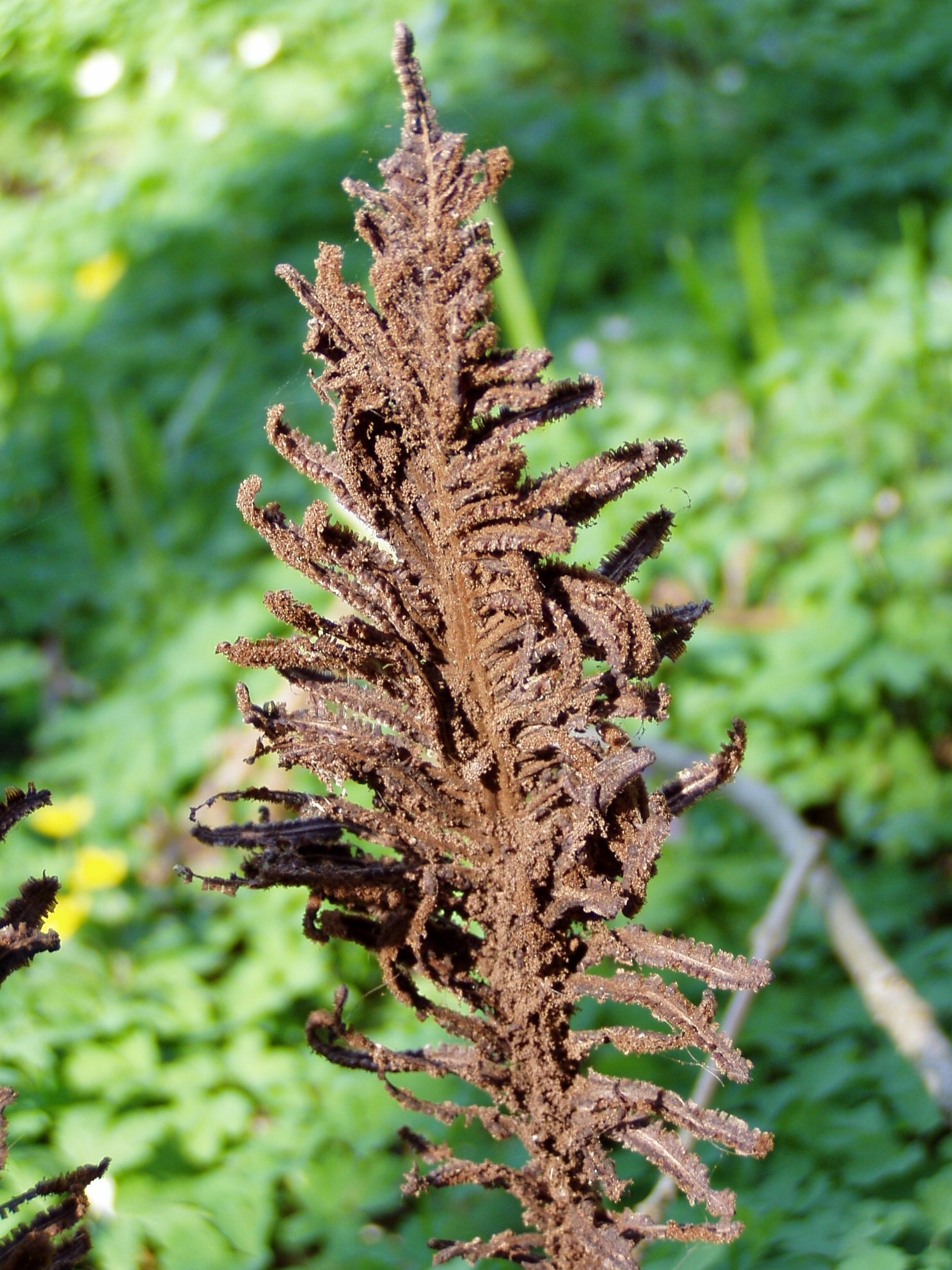
Vruchtbaar blad overdekt met rijpe sporenhoopje bij de struisvaren (Matteuccia struthiopteris)

Er zijn steeds twee soorten bladen of veren: grote, meestal enkelvoudig geveerde steriele bladen (trofofyllen) en kleinere, smalle en soms meervoudig geveerde, fertiele bladen: sporofyllen. De blaadjes van deze laatste zijn sterk ingerold en bedekken de onrijpe sporenhoopjes.
De sporenhoopjes liggen in grote aantallen op de onderzijde van de fertiele bladen, zijn rond en afgedekt met een klein driehoekig dekvliesje of helemaal niet afgedekt. Rijpe, fertiele bladen lijken helemaal overdekt te zijn met de bolvormige sporenhoopjes, vandaar ook de naam voor deze groep van varens.

## Voorkomen
De leden van de bolletjesvarenfamilie zijn varens van gematigde streken van het Holarctisch gebied (het noordelijk halfrond): Noord-Amerika, Azië en Europa). Het zijn allen terrestrische planten.
België en Nederland kennen geen soorten die hier van nature voorkomen, maar een tweetal soorten kan uit tuinen ontsnappen en hier overleven.

## Beschreven soorten
Van de bolletjesvarenfamilie kunnen twee soorten in België en Nederland in het wild gevonden worden:
Familie: Bolletjesvarenfamilie (Onocleaceae)
- Geslacht: Onoclea
  - Soort: Bolletjesvaren (Onoclea sensibilis)
- Geslacht: Matteuccia
  - Soort: Struisvaren (Matteuccia struthiopteris)

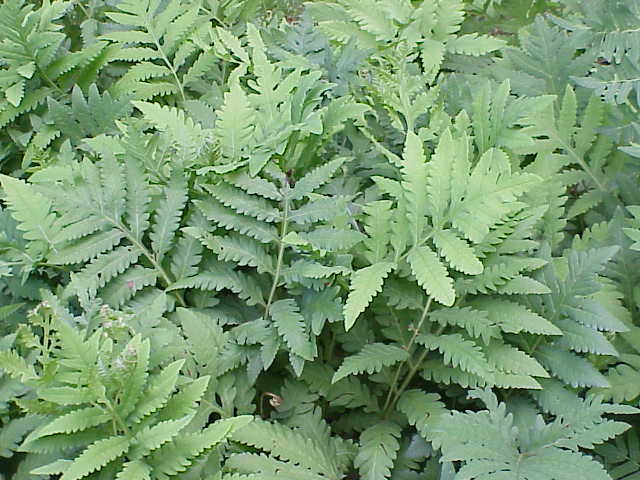
Bolletjesvaren (Onoclea sensibilis)
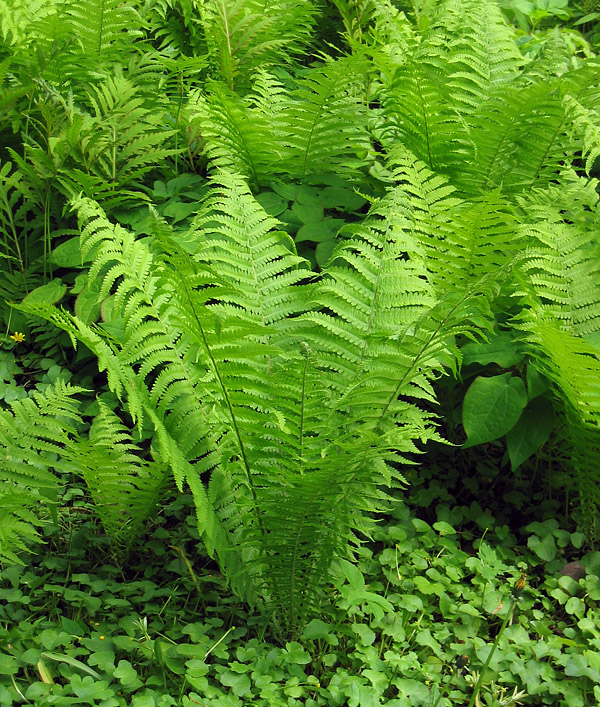
Struisvaren (Matteuccia struthiopteris)